# 膀胱神經叢
膀胱神經叢（vesical plexus）源自於下腹壁神經叢前方。
膀胱神經叢分布於膀胱的背側面，含有大量的脊神經纖維，以及其他神經。神經叢旁有vesicle arteries伴行。
神經叢的部分神經會經過儲精囊和輸精管，有些會加入精索上的精索神經叢。

## 其他圖像

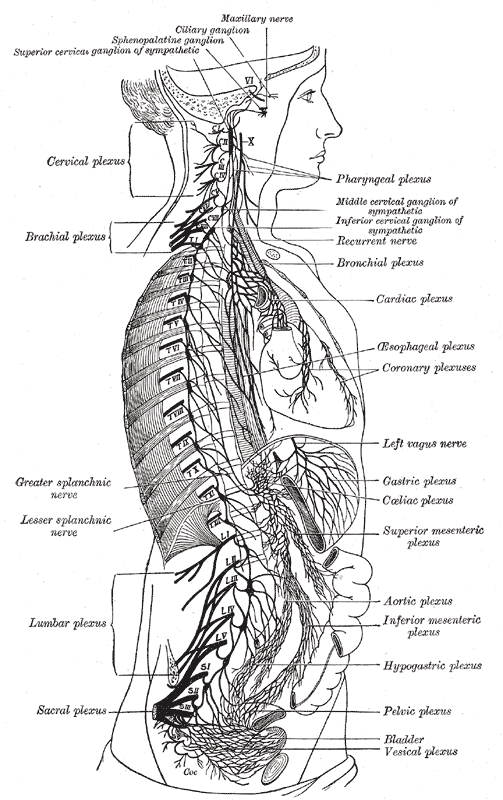
The right sympathetic chain and its connections with the thoracic, abdominal, and pelvic plexuses.

## 外部連結
Template:Autonomic